# Stanley Johnson
Stanley Patrick Johnson (Penzance, Cornwall, 1940. augusztus 18. –) angol-francia író, volt konzervatív párti politikus, aki 1979 és 1984 között Wight és Hampshire East európai parlamenti képviselője volt. A Világbank és az Európai Bizottság korábbi munkatársa, környezetvédelmi és népesedési témájú könyveket írt. Hat gyermeke van, köztük Boris Johnson volt brit miniszterelnök, Jo Johnson volt parlamenti képviselő és miniszter, valamint Rachel Johnson újságíró.

## Életútja
Stanley Johnson 1940-ben született a cornwalli Penzance-ben, Osman Kemal (későbbi nevén Wilfred Johnson) és Irene Williams fiaként. Apai nagyapját, Ali Kemal Bey-t, az oszmán kormány egyik utolsó belügyminiszterét 1922-ben, a török függetlenségi háború idején meggyilkolták. Stanley apja 1909-ben született Bournemouthban, születését Osman Ali Wilfred Kemal néven jegyezték be. Osman angol-svájci édesanyja, Winifred Brun nem sokkal a szülés után meghalt. Ali Kemal 1912-ben visszatért az Oszmán Birodalomba, ezután Osman Wilfred és nővére, Selma angol nagyanyjuk, Margaret Brun nevelte fel, és vette fel leánykori nevét, a Johnsont, Stanley apja így Wilfred Johnson lett. Johnson anyai nagyanyja szülei Hubert Freiherr von Pfeffel és felesége Hélène Arnous-Rivière voltak. Hubert von Pfeffel Karl Freiherr von Pfeffe és Karolina von Rothenburg  1836. február 16-án Augsburgban kötött házassága révén született, aki állítólag Pál württembergi herceg Friederike Porth-tól született törvénytelen lánya volt.
Stanley Johnson a dorseti Sherborne Schoolba járt. Még az oxfordi Exeter College angol szakos hallgatójaként részt vett a Marco Polo Expedícióban Tim Severin és Michael de Larrabeiti társaságában, ahol motorkerékpáron és oldalkocsin utazott Oxfordból Velencébe, majd Indiába és Afganisztánba. Ez a kaland vezetett Severin 1964-ben megjelent könyvéhez, amely Marco Polo nyomában címmel jelent meg, de Larrabeiti fotóival.
Johnson 1963-ban Marylebone-ban vette feleségül Charlotte Johnson Wahl (akkori nevén: Charlotte Fawcett) festőt, akitől négy gyermeke született: Boris Johnson, a Konzervatív Párt volt vezetője és az Egyesült Királyság volt miniszterelnöke; Rachel Johnson, újságíró; Jo Johnson, Orpington egykori konzervatív képviselője, egykori egyetemi államtitkár és a Financial Times Lex rovatának egykori vezetője; és Leo Johnson, filmrendező és vállalkozó. Johnson és Fawcett 1979-ben váltak el. 1981-ben Westminsterben feleségül vette Jennifer Kiddet, akitől két gyermekük született, Julia és Maximilian.
2020 júliusában, a COVID-19 járvány idején Johnson képeket posztolt az Instagramon arról, hogy a görögországi Athénba utazik. Jamie Stone liberális demokrata képviselő bírálta, amiért olyan időpontban utazott, amikor a zárlat alatt álló útmutatás szerint kerülni kell minden, csak nem létfontosságú nemzetközi utazást. Akkoriban Görögország újra megnyitotta határait, de megtiltotta a közvetlen utazást az Egyesült Királyságból; Johnson Bulgárián keresztül utazva kerülte meg a görög szabályokat.
2020 decemberében Johnson kijelentette, hogy francia útlevelet kér, hogy megőrizze mobilitási és tartózkodási jogait az Európai Unióban: "Nem arról van szó, hogy francia leszek. Ha jól értem, francia vagyok! Édesanyám Franciaországban született, az édesanyja teljesen francia volt, ahogy a nagyapja is".

## Fordítás
- Ez a szócikk részben vagy egészben  a   Stanley Johnson című angol Wikipédia-szócikk fordításán alapul.  Az eredeti cikk szerkesztőit annak laptörténete sorolja fel. Ez a jelzés csupán a megfogalmazás eredetét és a szerzői jogokat jelzi, nem szolgál a cikkben szereplő információk forrásmegjelöléseként.